# Басава
Басава (1134—1196) — індійський філософ, поет, державний діяч та соціальний реформатор, що жив на території сучасного штату Карнатака, засновник релігійної секти лінгаятів.

## Життєпис
Народився в невеликому місті Басавана-Багеваді в ортодоксальній індуістській сім'ї брамінів, але з раннього дитинства відкидав багато практик індуїзму. В юності покинув рідне місто, відправившись мандрувати по країні, спілкувався з відомими вченими, вчився в Кудаласангамі. Свою кар'єру почав з посади рахівника в Мангалеваді при дворі калачурского короля, що був васалом Чалукської імперії, де дослужився до посади головного міністра та створив свого роду «духовну раду» при королі. 
Його погляди, особливо його толерантне ставлення до касти недоторканних, послужили причиною ворожого ставлення до нього зі сторони ортодоксальних індуїстів при дворі. Їхні хибні звинувачення, непримиримість Басави у неприйнятті кастової системи, про що він відкрито говорив королю, а також спроба збройного повстання найбільш радикальних лінгаятів проти короля зрештою призвели до добровільного вигнання Басави 1196-го й смерті його того ж року.
Виступав проти нелюдської, на його думку, кастової системи, що дискримінувала людей від народження, та проти цілого ряду ритуалів у індуїзмі, прагнув викорінити касту недоторканних і проповідував рівність усіх людей як засіб досягнення духовного просвітлення. Свої погляди прагнув донести до народу засобом поезії, що дістала назву «вашани». Головними аспектами його проповідей, які він завжди прагнув читати простою мовою, були монотеїстична концепція божества та той факт, що храмом божества є саме людське тіло. В сучасній Індії Басава шанується як видатний історичний діяч і мислитель, на його честь побудовані статуї, карбують монети, його іменем названі деякі державні установи.